# Pointe de Fornet
Pointe de Fornet lub Pointe de l'Aiguille – szczyt w Préalpes de Savoie, części Alp Zachodnich. Leży na granicy między Francja (region Owernia-Rodan-Alpy a Szwajcarią (kanton Valais). Należy do Massif du Chablais.